# Анатомическое убийство
Анатомическое убийство (англ. anatomy murder) — термин, традиционно принятый в англоязычной криминалистике: убийство, совершаемое для использования трупа (целиком или частично) в анатомических исследованиях, а также в качестве учебного экспоната. Не тождественно медицинскому убийству, совершаемому для использования частей трупа в лечебных (например, фармацевтических) целях. Мотив для анатомических убийств обусловлен спросом на трупы, необходимые для изучения анатомии и физиологии человека посредством препарирования. Возникновение и распространение слухов о реальных и вымышленных анатомических убийствах отражает действительную потребность врачей и анатомов в трупном материале, резко возросшую в эпоху революции в науке Нового времени (середина XVI — конец XVII веков). Сенсационные серийные убийства в Великобритании XIX столетия, связанные с именами «похитителей тел» (англ. body snatchers; традиционный перевод — «похитители трупов») Уильяма Бёрка и Уильяма Хэра, а также наследовавшей им преступной группы лондонских «бёркеров» привели к принятию в 1832 году специального законодательного акта, предоставлявшего учёным и медицинским школам легальные способы получения трупного материала.